# 托尔瑟奈
托尔瑟奈（法語：Torcenay，法語發音：[tɔʁsənɛ]）是法国上马恩省的一个市镇，属于朗格勒区。

## 地理
托尔瑟奈（47°48'53"N, 5°27'53"E）面积8.49 平方千米，位于法国大東部大區上马恩省，该省份为法国东北部内陆省份，北起马恩省和默兹省，西接奥布省，西南接科多尔省，东南接上索恩省，东临孚日省。
与托尔瑟奈接壤的市镇（或旧市镇、城区）包括：尚瑟夫赖讷、沙兰德雷、绍德奈、屈尔蒙、上阿芒斯、莱洛日。

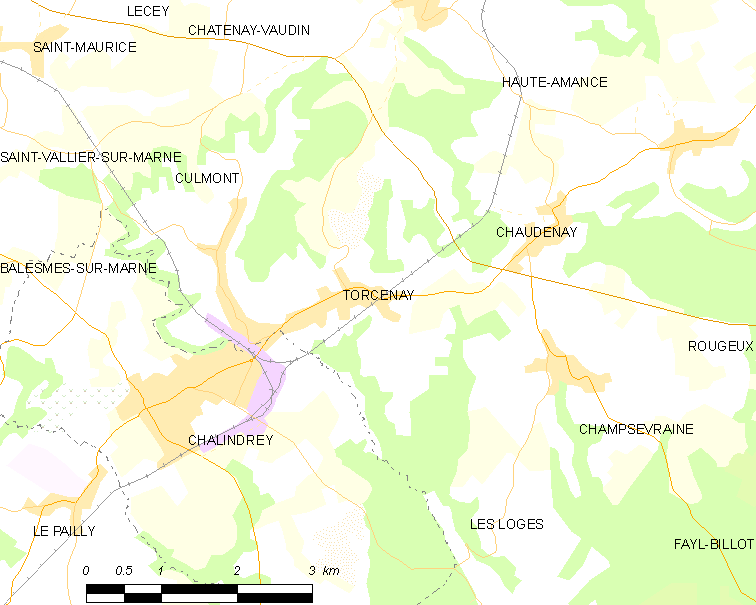
托尔瑟奈的OSM定位图

托尔瑟奈的时区为UTC+01:00、UTC+02:00（夏令时）。

## 行政
托尔瑟奈的邮政编码为52600，INSEE市镇编码为52492。

## 政治
托尔瑟奈所属的省级选区为沙兰德雷县。

## 人口

1962-2008年间托尔瑟奈人口变化图示

托尔瑟奈于2022年1月1日时的人口数量为553人。